# Топлић
Топлић (мкд. Топлик) је насеље у Северној Македонији, у средишњем делу државе. Топлић је село у саставу општине Штип.

## Географија
Топлић је смештен у средишњем делу Северне Македоније. Од најближег града, Штипа, насеље је удаљено 13 km западно.
Насеље Топлић се налази у историјској области Серта. Насеље је положено на побрђу изнад клисуре реке Брегалнице. Око насеља се пружа голет. Надморска висина насеља је приближно 350 метара.
Месна клима је блажи облик континенталне због близине Егејског мора (жарка лета).

## Становништво
Топлић је према последњем попису из 2002. године био без становника.
Већинско становништво били су етнички Македонци.
Претежна вероисповест месног становништва био је православље.